# Prêmios MTV MIAW 2020
I Prêmios MTV MIAW 2020 si sono svolti il 24 settembre 2020. Quest'edizione, a causa della pandemia di COVID-19 che ha investito il Brasile, si è svolta senza pubblico. A condurre lo show è stata l'attrice brasiliana Bruna Marquezine e la cantante brasiliana Manu Gavassi.
La lista delle candidature è stata resa nota il 20 agosto 2020: Anita, Emicida, Ludmilla e Luísa Sonza si sono contesi il maggior numero di nomination della serata, con 5 candidature ciascuno. A ricevere il maggior numero di premi nella serata sono state Anitta, Bianca Andrade, Lady Gaga e Manu Gavassi, che ne hanno ottenuti 2.

## Esibizioni
| Artisti                                      | Canzoni                                  |
| -------------------------------------------- | ---------------------------------------- |
| Anitta, Cardi B e Myke Towers                | Me gusta                                 |
| Djonga                                       | O cara de óculos Otopatama Olho de tigre |
| Luan Santana e Agnes Nunes                   | Asas                                     |
| Ludmilla                                     | Amor difícil Invocada Verdinha           |
| Luísa Sonza, MC Zaac e Vitão                 | Braba Toma Flores                        |
| Manu Gavassi, Gloria Groove e Lucas Silveira | Deve ser horrível dormir sem mim         |
| Pabllo Vittar                                | Amor de que                              |
| Pedro Sampaio, Pocah e Tati Zaqui            | Depois da quarentena Surtada Sentadão    |

## Nomination
In grassetto sono evidenziati i vincitori.
- Icona
  - Manu Gavassi
  - Atila Iamarino
  - Babu Santana
  - Emicida
  - Felipe Neto
  - Ludmilla
  - Maisa Silva
  - Pabllo Vittar

- Artista musicale
  - Anitta
  - Anavitória
  - Emicida
  - Ludmilla
  - Luísa Sonza
  - Pabllo Vittar
  - Pedro Sampaio

- Video musicale
  - Manu Gavassi – Áudio de desculpas
  - Anavitória – Calendário
  - Emicida – Silêncio
  - Hot e Oreia (feat. Emicida) – Eu vou
  - Ludmilla – Verdinha
  - Pabllo Vittar – Amor de que
  - Rubel e Anavitória – Partilhar
  - Urias – Diaba

- Inno dell'anno
  - Pabllo Vittar – Amor de que
  - Anavitória e Vitor Kley – Pupila
  - Dadá Boladão, Tati Zaqui e Oik – Surtada (Remix Brega Funk)
  - Giulia Be – Menina solta
  - Ludmilla – Verdinha
  - Luísa Sonza – Braba
  - MC Zaac, Anitta e Tyga – Desce pro play (Pa pa pa)
  - Pedro Sampaio – Sentadão

- Inno di karaoke in casa
  - Marília Mendonça – Supera
  - Felipe Araújo – Mentira
  - Gusttavo Lima – A gente fez amor
  - Luan Santana – Asas
  - Maiara & Maraísa – Aí eu bebo
  - MC Du Black e Delacruz – Tudo aconteceu
  - Thiaguinho MT, Mila e JS o Mão de Ouro – Tudo OK

- Hit globale
  - Lady Gaga e Ariana Grande – Rain on Me
  - Billie Eilish – Everything I Wanted
  - Demi Lovato – I Love Me
  - Doja Cat (feat. Nicki Minaj) – Say So (Remix)
  - Dua Lipa – Break My Heart
  - Harry Styles – Watermelon Sugar
  - Post Malone – Circles
  - The Weeknd – Blinding Lights

- Collaborazione nazionale
  - Anitta, Lexa e Luísa Sonza (feat. MC Rebecca) – Combatchy
  - Kevin o Chris e Ferrugem – Romance proibido
  - MC Kekel, MC Jottapê e MC Kevinho – Eterna sacanagem
  - MC Zaac, Anitta e Tyga – Desce pro play (Pa pa pa)
  - Lagum e Iza – Será
  - Rael e Melim – Só ficou o cheiro
  - Tiago Iorc e Duda Beat – Tangerina (Remix)
  - Vitão e Luísa Sonza – Flores

- Collaborazione straniera
  - Lady Gaga e Blackpink – Sour Candy
  - Ariana Grande e Justin Bieber – Stuck with U
  - Doja Cat (feat. Nicki Minaj) – Say So (Remix)
  - Lady Gaga e Ariana Grande – Rain on Me
  - Megan Thee Stallion (feat. Beyoncé) – Savage (Remix)
  - Sam Smith e Demi Lovato – I'm Ready

- Miglior video realizzato in casa
  - Pocah – Depois da quarentena
  - Duda Beat – Todo carinho
  - Lagum – Hoje eu quero me perder
  - MC Rebecca – Tô presa em casa
  - Sofi Tukker e Gorgon City – House Arrest
  - Tati Zaqui e Thiaguinho MT – Mascaradinha
  - Vitor Kley – O amor é o segredo

- Beat BR
  - Djonga
  - Drik Barbosa
  - Emicida
  - Filipe Ret
  - Hungria Hip Hop
  - Matuê
  - Orochi
  - Xamã

- Fandom
  - BTS – BTS Army
  - Anitta – Anitters
  - Blackpink – Blink
  - Dua Lipa – Loves
  - Harry Styles – Harries
  - Lady Gaga – Little Monsters
  - Ludmilla – Ludmillers

- Meme della quarantena
  - Não sinto verdade em vc
  - Cardi B che grida Coronavirus
  - Eu sou bandida
  - Roi Letícia
  - Rotinas do Home Office

- App dell'anno
  - TikTok
  - Instagram
  - Twitch
  - Twitter
  - WhatsApp